# Ефект Біфельда-Брауна
Ефект Біфельда-Брауна − електричне явище, яке полягає у виникненні іонного вітру, який передає свій імпульс нейтральним частинкам. Цим ефектом описують силу, що спостерігається на асиметричному конденсаторі, коли на електроди конденсатора подається висока напруга.
Явище відкрив американський вчений Томас Таунсенд Браун. Після багаторічних досліджень в 1925—1965 роках Браун створив плівкові дискові конденсатори, які, заряджені до напруги 50 кВ, здатні підніматися в повітря і здійснювати кругові рухи зі швидкістю 50 м/с. Найбільший створений ним апарат мав діаметр понад 7 м та розвивав швидкість приблизно 5,1 м/с.